# Abu Laban
Ahmed Abu Laban (arabisk: أحمد أب لبن (født 1946 i Jaffa, Mandatområdet i Palæstina, død 1. februar 2007 i Danmark) var imam på Nørrebro. I forbindelse med Muhammed-tegningerne var han med til at udbrede kendskabet til dem i den muslimske verden.
Abu Laban flygtede med sin familie fra fødebyen Jaffa under den Arabisk-Israelske krig i 1948. I 1969 blev han maskiningeniør, og så boede og arbejdede han i Egypten, Kuwait, Forenede Arabiske Emirater og Nigeria, hvor han også studerede teologi under en række muslimske lærde. I 1984 kom han til Danmark som palæstinensisk flygtning og som imam. Denne gerning udøvede han primært i København i Tauba-moskeen, der sorterer under Islamisk Trossamfund, som Abu Laban også fungerede som leder for og derfor ofte optrådte i de danske medier.
Abu Labans efterfølger blev hans nære ven og kollega, den kontroversielle marokkanske imam Mostafa Chendid. 

## Involveringer og kontroverser
Imam Abu Laban kom ofte i mediernes søgelys pga. sine kontroversielle synspunkter og var desuden ifølge DR uønsket i De Forenede Arabiske Emirater og Ægypten for sine "islamistiske synspunkter".

### Forbindelser og holdninger til terror og terrordømte
I 1990 inviterede Islamisk Trossamfund og Abu Laban den blinde sheik Omar Abdul Rahman på besøg. Omar boede på det tidspunkt i USA og blev senere i 1993 efter det første bombeattentat mod World Trade Center idømt 240 års fængsel for planlægningen af terroraktionen. Herudover har Abu Laban også været sat i forbindelse med den egyptiske terrordømte Tallat Kassem (Talaat Fouad Qassem), gennem billeder, hvor de to sidder sammen. I oktober 1995 ledede Abu Laban også en demonstration på 500 deltagere mod fængslingen af Tallat Kassem. Abu Laban kendte også Abdul Aziz, der nu er fængslet i Moskva, anklaget for at have udført terrorhandlinger i Tjetjenien. Aziz flygtede til Danmark i 1992 fra Irak og Pakistan og bosatte sig i Brønshøj. Inden han tilsluttede sig den hellige krig mod Rusland i Tjetjenien, diskuterede han det med Abu Laban. 
Den 21. august 1994 blev Abu Laban interviewet i Jyllands-Posten, efter at den algierske terrororganisation Gamaia Al-Islamiyya (GIA) havde myrdet syv kristne munke og flere udlændinge. Han ville ikke under interviewet give et klart svar på, om det var godt eller skidt at dræbe, idet det afhang af omstændighederne, og dem kendte han ikke.[kilde mangler]
Abu Laban mente – i hvert fald inden terrorangrebet den 11. september 2001 – at Osama Bin Laden var et godt menneske, der lever asketisk. Efter terrorangrebet nægtede han at begræde ofrene, fordi hans tårer allerede var udgydt for ofrene i Palæstina. Den udtalelse gav anledning til en del kritik.  Desuden betegnede han i en fredagsbøn 15. september 2001 Taleban som en hjælpeløs gruppe, som forsøger at genskabe et lidende og hærget land, og at der ville blive gjort gengæld, hvis USA foretog et militært angreb på dem.
Abu Laban har udtalt, at muslimer ikke skulle være bange for at dø, blot de fulgte Allahs vilje, fordi de vil leve videre hos Allah, som giver dem gaver. Og at muslimer i Danmark ikke måtte svigte deres brødre i Palæstina. Endvidere kaldte han statsminister Anders Fogh Rasmussen (V) for "en amerikansk marionetdukke", hvilket Muharrem Aydas fra den etniske paraplyorganisation POEM betegnede som "forfærdelige udtalelser". Han har desuden givet udtryk for, at danske muslimer selv må bestemme, om de ønsker at ofre sig som selvmordsbombere.

### Muhammed-tegningerne
Under krisen om de 12 Muhammed-tegninger i Jyllands-Posten var Abu Laban Islamisk Trossamfunds repræsentant i en delegation af muslimer, som rejste til Mellemøsten og gjorde opmærksom på tegningerne. Den 1. februar 2006 anklagede Danmarks Radio (DR) Abu Laban for at "tale med to tunger", dvs. give modstridende udsagn til den arabiske tv-station Al-Jazeera og den danske presse i forbindelse med sagen. Eksempelvis udtalte Abu Laban til dansk TV2, at han ville opfordre den arabiske verden til at standse boykotten af Danmark, mens han i et interview til den arabiske tv-station al-Jazeera udtalte sin glæde over boykotten.
I 2006 modtog han Årets Nytårstorsk af Ekstra Bladet "For at få hidset hele den muslimske verden op i mod det land, der tog ham ind som flygtning og gav ham husly, pga. 12 tegninger af Muhammed."

### Holdninger til danske samfunds- og kulturspørgsmål
Abu Laban mente, at muslimske kvinders brug af tørklæde er foreskrevet i Koranens sura 33.60, og at der kunne betales blodpenge som udsoning mellem familier til gerningsmænd og ofre.
Sammen med sine kollegaer hos Islamisk Trossamfund, imam Mostafa Chendid og imam Abu Jihad, tilbød Abu Laban unge piger under 18 år at blive gift (viet islamisk), velvidende, at det er ulovligt i Danmark. 
I sagen om mordet på Theo van Gogh og tildelingen af frihedsprisen til Ayaan Hirsi Ali rettede Abu Laban i bogen JP-krisen kritik mod Anders Fogh Rasmussen, fordi denne efter Labans mening importerede spændingerne fra Holland til Danmark og skabte en ubehagelig atmosfære. Venstre afviste kritikken med henvisning til, at Abu Laban ikke var indstillet på en konstruktiv dialog og ikke forstod baggrunden for prisen, nemlig at Ayaan Hirsi Ali fik den, fordi hun som kvinde på trods af trusler fortsatte sin kamp for kvinders rettigheder. Andre mente, at Abu Laban ikke havde forstået det danske samfund, fordi han inddrog blodpenge i diskussionen.
Generelt var Abu Laban kritisk over for en del af den danske kultur og mente bl.a., at mange danskere var dovne og led af fremmedangst. Også fejringen af den danske jul mente han havde udviklet sig til en misforståelse, så det nu var et materielt orgie i stedet for fejring af det åndelige budskab, som Jesus kom med.

## Privatliv
Abu Laban blev i 1974 gift med sin kusine Inam; de fik syv børn. To af hans børn har også markeret sig i den offentlige debat, arkæologistuderende Ayisha Abu Laban  samt Hizb-ut-Tahrir-medlemmet, Taimullah Abu Laban.
Abu Laban havde opholdstilladelse som flygtning i Danmark og havde til sin død stadig sit palæstinensiske id-kort, der gav ham lov til at rejse ind i Gaza fra Egypten uden at skulle have godkendelse fra de israelske myndigheder.
Islamisk Trossamfunds talsmand, Kasem Said Ahmad, bekræftede 19. januar 2007, at Abu Laban var alvorligt syg af kræft. Abu Laban døde 1. februar 2007 kort efter, at han fik konstateret lungekræft. Han blev dagen efter begravet på Den Muslimske Begravelsesplads i Brøndby som nr. 36. Muslimer fra flere lande valfartede til begravelsespladsen.